# نارک باویان
نارک باویان (ارمنی: Նարեկ Բավեյան؛ انگلیسی: Narek Baveyan یک بازیگر، خواننده و ترانه‌سرا اهل ارمنستان است. وی از سال ۲۰۰۰ میلادی تاکنون مشغول فعالیت بوده‌است.